# ميدالية الأمن الداخلي
ميدالية الأمن الداخلي (بالفرنسية: Médaille de la sécurité intérieure)‏ هي ميدالية مدنية وعسكرية فرنسية أُقرَّت بموجب المرسوم رقم 2012-424 المؤرخ 28 مارس 2012.

## الوصف
تُمنح ميدالية الأمن الداخلي من قبل وزارة الداخلية بغض النظر عن الرتبة أو المنصب وتُمنح عادة في 1 يناير و 14 يوليو. ومع ذلك فإنه يجوز إصدار الجائزة في أوقات أخرى لظروف استثنائية. قد تكون البعثات المعتمدة قد أجريت في فرنسا أو في الخارج. تُراجَع الترشيحات لنيل الميدالية من قبل لجنة من ثمانية أعضاء يمثلون وزير الداخلية والمديرية العامة للسلطات المحلية والمديرية العامة للشرطة الوطنية المديرية العامة للدرك الوطني والمديرية العامة للأمن الداخليوالمديرية العامة للأمن المدني. وإدارة الأزمات والأمانة العامة للهجرة والاندماج.
الأفراد التاليون مؤهلون للحصول على الميدالية:
- موظفو وزارة الداخلية
- الموظفون المدنيون والعسكريون، المهنيون أو المتطوعون، الخاضعون لسلطة وزارة الداخلية
- ضباط شرطة البلدية
- المتطوعون العاملون في جمعيات مهمات أمن الوطن
- أي شخص فرنسي كان أم أجنبيا ميز نفسه بفعل يتعلق بالأمن الداخلي.

## الشكل الخارجي
| الميدالية البرونزية | الميدالية الفضية | الميدالية الذهبية | الظهر مشترك |
| ------------------- | ---------------- | ----------------- | ----------- |
|                     |                  |                   |             |
|                     |                  |                   |             |